# جاك مكينتوش
جاك مكينتوش (بالإنجليزية: Jack McIntosh)‏ (1876 في المملكة المتحدة - ) هو لاعب كرة قدم بريطاني في مركز الهجوم. لعب مع نادي سندرلاند.